# Lavatoio comunale di Suello
Il lavatoio (lunghezza: 396 cm; larghezza: 119 cm; altezza: 56 cm) si trova nella zona centrale del paese, accanto alla piazza e alle due chiese poste quasi una di fronte all'altra; è formato da due vasche ed è sovrastato da una tettoia di legno poi rivestita di tegole, sorretta da una colonna che si appoggia su un muretto il quale divide lo spazio in cui si trova il lavatoio dalla strada. Si colloca nell'area in cui originariamente si trovava un ossario che fu probabilmente smantellato per fare posto alla struttura di pubblica utilità.

## Descrizione
Il lavatoio è collocato in modo adiacente alla chiesa parrocchiale più antica e la sua tettoia si appoggia appunto alla cappella laterale della chiesa e ad un edificio privato. Così come gran parte dei lavatoi sparsi nell'area dei laghi lombardi, costruiti grazie al riutilizzo di massi avelli e di antichi sarcofagi, quello di Suello  è costituito da due vasche che erano precedenza coperchi di sarcofagi.

### Le vasche
La prima (vasca A), collegata al condotto dell'acqua, confina così come la tettoia alla cappella laterale ed è costituita da un unico monolite in serizzo, la seconda (vasca B) invece è formata da quattro lastre dello stesso materiale accostate e giuntate assieme; il lato corto della vasca monolitica, opposto a quello da cui affluisce acqua nel lavatoio collega le due vasche e ha la funzione di separatore, è stato dunque forato in modo da permettere all'acqua di tracimare e di passare quindi da una vasca a quella successiva. Ciò consente alla lavandaia di poter risciacquare i panni nell'acqua più pulita, che fuoriesce dal condotto, senza impedire l'alimentazione della seconda vasca in cui avviene la prima e più grezza operazione di lavatura.
La vasca A che presenta evidentemente la forma di un coperchio di un sarcofago ha suscitato un notevole interesse tra gli studiosi, in modo inferiore la vasca B anche se sembra come la prima derivata da più coperchi in granito serizzo e in ghiandone. Quest'ultima è stata rielaborata per la realizzazione del lato corto, del fondo e dei piani inclinati e consolidata da Pasquale Piotti nel 1828.

### La colonna
La colonna, che sorregge la tettoia, è costituita anch'essa di serizzo e, nonostante appaiano coerenti per quanto riguarda lo stile, essa è composta da due parti, la base, appoggiata a sua volta su blocchi quadrangolari di riutilizzo e il fusto con il capitello di tipo tuscanico. Probabilmente essa proviene dall'antico ossario che si trovava nel luogo in cui fu poi costruito il lavatoio.

## Storia

### Origine e provenienza dei coperchi dei sarcofagi
La vasca A probabilmente risale all'epoca romana o altomedievale così come viene affermato dalla Carta archeologica della Lombardia, anche se secondo alcuni studiosi come Massimiliano David o Isabella Nobile De Agostini la datazione si può circoscrivere maggiormente al periodo tardo-antico in quanto le sepolture di epoca altomedievale sono generalmente caratterizzate da una fattura differente rispetto a quella presente nel coperchio in esame. Altre motivazioni a sostegno di questa tesi riguardante la collocazione temporale si possono ritrovare nel fatto che il rito di inumazione dei cadaveri nel territorio lariano si è diffusa solamente verso la fine del III secolo. Questa zona ebbe inoltre un importante valore strategico per il controllo delle province del centro Europa sul livello sia commerciale che militare; ciò si deduce dal fatto che per prima cosa, come afferma Gian Pietro Brogiolo, si conservano epitaffi funerari di funzionari che svolgevano incarichi statali e che morirono nel territorio, secondariamente che Suello si collocasse nei pressi dell'importante strada romana che collegava Bergamo con Como. Nonostante ciò la datazione è comunque approssimativa in quanto non vi sono documentazioni sulla provenienza né sulle condizioni di ritrovamento dei manufatti. Il luogo d'origine è tuttavia più certo, sono vari, infatti, i reperti di tipo sepolcrale rinvenuti nella Brianza orientale, così come rilevanti sono le fonti databili all'epoca tardo-romana più volte ritrovate nel circondario del paese come una tomba in muretti di pietra scoperta a Cesana Brianza nel 1951..

### Notizie documentarie
I primi documenti databili riguardo al lavatoio risalgono al 1796, data in cui il Convocato di Suello ne decretò la costruzione come risulta dal "Transunto dei conti della Comunità di Suello Squadra de' Mauri verificati per l'anno 1797"; in questo documento vengono anche registrate le spese occorse alla costruzione, venne infatti registrata una spesa di 100 lire a favore di Carlo signor Mauro a residuo delle 700 lire occorse per le opere eseguite per la fontana e la lavanderia comunale.
Il 5 settembre 1831 fu redatto uno scritto, il "Progetto per la novennale manutenzione di due tronchi di strada, e della pubblica lavanderia nel territorio di Suello" in cui è presente una descrizione della struttura:
"Una tale lavanderia è formata da due navazzoni di sarizzo, uno in un sol pezzo, l'altro in tre, assicurati fra loro colle occorrenti camere impiombate; tali navazzoni sono portati da massiccio muro di calce. Aderente al muro della limitrofa chiesa avvi banchetta di muro di sassi in calce coperta da lastre di vivo rustiche. Il pavimento all'intorno della vasca è di rizzo; essendo la medesima coperta da un'ala di tetto formato di una piccola capriata [...] e coppi occorrenti. L'ala di tetto è portata dal muro del limitrofo oratorio e da una colonnetta di sarizzo essendosi verso la strada provinciale murelletta di sassi in calce [...] coperta da banchettoni di sarizzo. Per il deposito delle materie avvi ampia cisterna circondata da muri in calce e coperta da lastre di vivo. I canali per la derivazione dell'acqua alla pubblica lavanderia sono compresi nell'appalto di manutenzione Piotti. Si suggelleranno con conveniente stucco tutte le commettiture dei vivi componenti le vasche di lavanderia; si eseguiranno tutti i pochi restauri occorrenti alle murature; nonché al selciato del pavimento".
Nel 1845 si diffuse l'intenzione di voler abbattere il lavatoio per costruirne uno nuovo sul lato opposto della chiesa a causa delle lamentele dovute al fatto che la lavanderia non conservasse la voluta decenza, che fosse esposta a tramontana e che quindi nella stagione invernale risultasse fredda e che l'acqua di scarico spesso trapassasse i muri delle case vicine, essendo il condotto fiancheggiante ai caseggiati. Il progetto tuttavia non venne mai realizzato ma rimane comunque un disegno dell'ingegnere Luigi Rossi per lo spostamento.
Il lavatoio non ha dunque subito importanti modifiche nel corso degli anni se non quelle strettamente necessarie; ancora alimentato naturalmente in caso di abbondanti piogge è utilizzato per gli scopi tradizionali. Nel 2003 sono stati effettuati il rifacimento del tetto e della pavimentazione ed è stato collocato un pannello con brevi cenni storici a opera dell'Amministrazione comunale.